# May Berenbaum

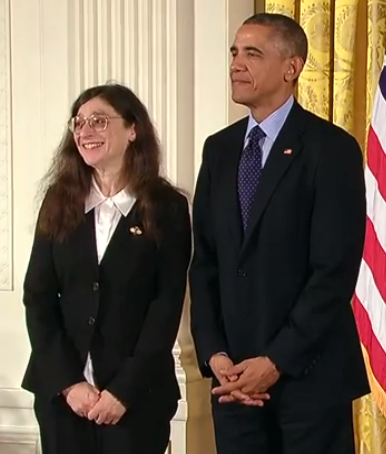
May Berenbaum bei Erhalt der National Medal of Science durch Barack Obama

May Roberta Berenbaum (* 22. Juli 1953 in Trenton, New Jersey) ist eine US-amerikanische Entomologin.

## Leben
Berenbaum studierte an der Yale University mit dem Bachelor-Abschluss in Biologie 1975 und wurde 1980 an der Cornell University in Evolutionsbiologie promoviert. Danach war sie Assistant Professor und ab 1990 Professorin für Entomologie an der University of Illinois at Urbana-Champaign. Dort leitet sie die Fakultät für Entomologie.
Berenbaum befasst sich mit der chemischen Wechselwirkung von Wirtspflanzen und Insekten einschließlich Entgiftungsmechanismen der Insekten für natürliche oder synthetische Chemikalien. Sie befasste sich unter anderem mit Toxikologie von Honigbienen, Auswirkung des globalen Klimawechsels auf die Wechselwirkung von Pflanzen und Insekten, Ko-Evolution von Insekten und Pflanzen.
2012 erhielt sie die National Medal of Science. Sie ist Fellow der National Academy of Sciences, der American Academy of Arts and Sciences und der American Association for the Advancement of Science. 1996 wurde sie gewähltes Mitglied der American Philosophical Society. Von 1984 bis 1989 erhielt sie einen Presidential Young Investigator Award. 2016 wurde sie mit der Addison-Emery-Verrill-Medaille ausgezeichnet.
Sie ist seit 1988 verheiratet und hat eine Tochter.
An ihrer Universität veranstaltet sie seit 1984 regelmäßig ein populäres Insect Fear Film Festival mit Spielfilmen, die Insektenphobien ausnutzen. Sie wurde 1996 von der North Central Branch der Entomological Society of America für ihre Lehre in Entomologie ausgezeichnet.

## Schriften
- Blutsauger, Staatsgründer, Seidenfabrikanten. Die zwiespältige Beziehung von Mensch und Insekt. Spektrum Akademischer Verlag, Heidelberg 2004, ISBN 3-8274-1519-5.
- The Earwig’s Tail: A Modern Bestiary of Multi-legged Legends, Harvard University Press 2009.
- Honey I’m Home-Made: Sweet Treats from the Beehive Across the Centuries and Around the World,  Champaign: University of Illinois Press 2010